# Національний державний історико-культурний заповідник «Глухів»
Національний заповідник «Глухів» — історико-культурний заповідник, створений у 1994 році в Сумській області України з метою збереження і раціонального використання культурних пам'яток Глухова.
Адреса заповідника: Сумська область, місто Глухів, вулиця Шевченка, 30.

## Історія
Національний заповідник «Глухів» — це науково-дослідний і культурно-просвітницький заклад, який забезпечує вивчення, охорону, реставрацію та використання історико-культурної спадщини міста. Проводить археологічні дослідження, видавничу та експозиційну роботу.
Заповідник створено у 1994 році (Державний історико-культурний заповідник «Глухів»), проте свою активну діяльність він почав лише наприкінці 1998 року. На початку XXI ст. всі об'єкти заповідника були відреставровані. Відповідно до Указу Президента України від 10 листопада 2008 р. № 1027/2008 заповідник отримав статус національного.

## Пам'ятки заповідника
Усього в реєстрі заповідника налічується 50 об'єктів, які мають архітектурну, історичну і культурну цінність. З них 36 — пам'ятки архітектури та містобудування: 5 — національного значення, 31 — місцевої категорії обліку. Більшість об'єктів розташовані на території колишнього Глухівського городища (центральна частина міста).
До складу заповідника входять:

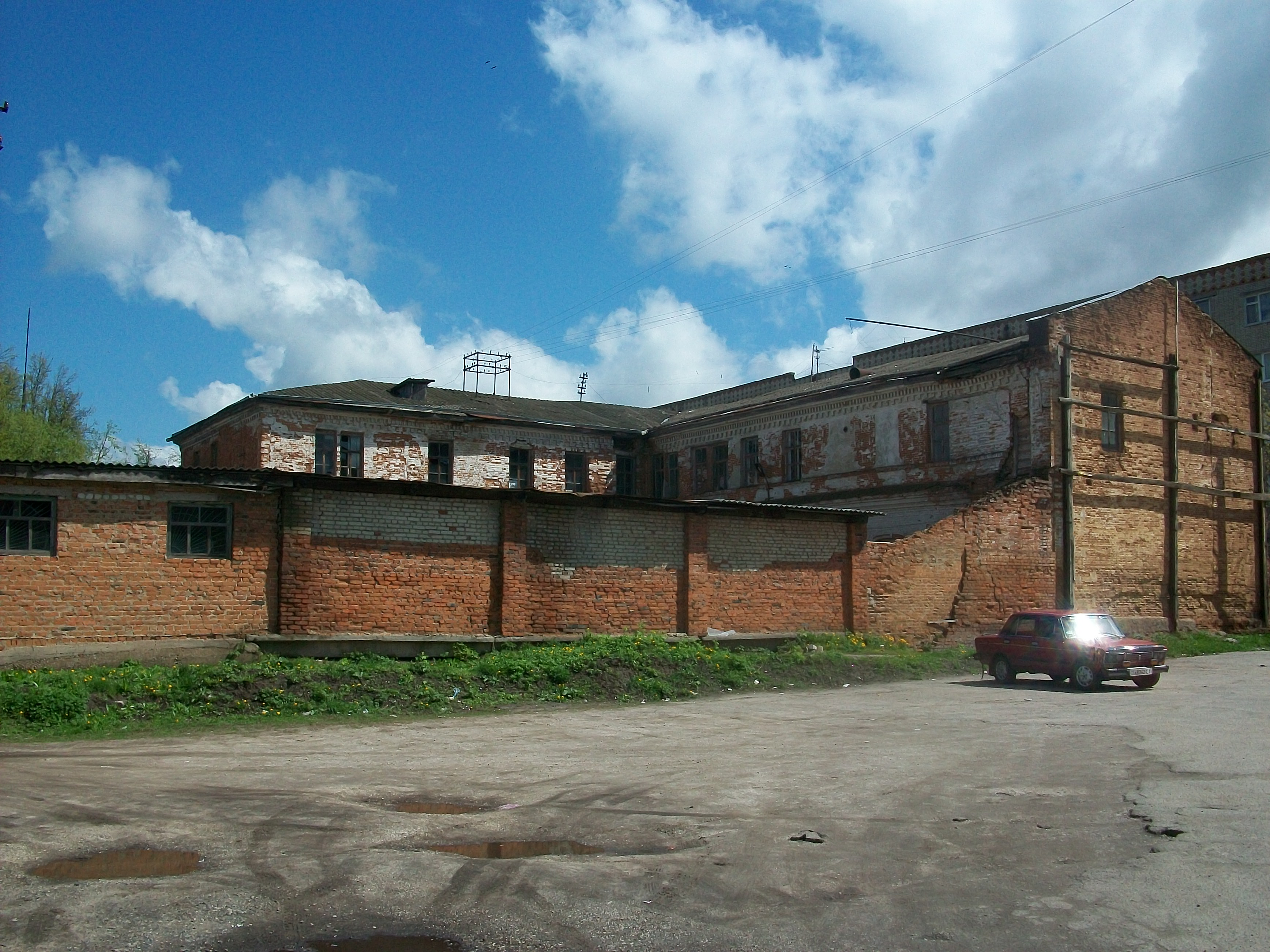
Поштово-телеграфна контора (будинок Миклашевських)

- будинок Дворянского зібрання, де розташований міський краєзнавчий музей, є пам'яткою архітектури XIX ст. (1811 рік);
- Київська брама — пам'ятка історії, архітектури та містобудування XVIII ст., (1766—1769 роки);
- Миколаївська церква — пам'ятка історії та архітектури національного значення XVII ст., (1693—1695 роки). Найдавніший пам'ятник архітектури в Глухові, створений майстром М. Єфимовим. У гетьманські часи біля церкви знаходився Радний майдан, на якому обирали гетьманів та вирішували різні державні питання;
- Трьох-Анастасіївська церква (1884—1897) — споруджена завдяки місцевим меценатам братам М. Л. та Ф. А. Терещенкам і наразі є найбільшим храмом Глухова;
- Центральний корпус Глухівського національного педагогічного університету — збудований у 1874 році;
- Водонагнітна вежа, що є пам'яткою місцевого значення, (1927—1928 роки);
- Спасо-Преображенська церква — мурована церква збудована в 1765 р. замість дерев'яної, що згоріла під час пожежі 1748 р. У 1979 році вона оголошена пам'яткою архітектури;
- Вознесенська церква — збудована в 1767 році архітектором А. В. Квасовим та перебудована у 1811 році;
- Будинок П. Лютого — пам'ятка архітектури кінця XIX століття;
- Будинок банку М.Терещенка — значна історико-архітектурна пам'ятка мурованої цивільної архітектури Глухова кінця XVIII століття;[3]
- «Старий» корпус Глухівського коледжу — збудований на кошти родини терещенків у 1899 році;
- «Тюремний замок» — споруджений на початку XVII ст.[4]
- Садибний будикок Кочубеїв 1904 року спорудження;
- Будинок А. Я. Терещенка — 1870-ті роки;
- Трикласне міське училище Ф. Терещенка — збудоване 1903 року.